# Municipio Mexicali
Koordinaten: 32° 0′ N, 115° 12′ W
Mexicali ist ein Municipio im mexikanischen Bundesstaat Baja California. Bei einer Fläche von 15.665 km² hatte das Municipio beim Zensus 2010 936.826 Einwohner. Verwaltungssitz und größte Stadt des Municipios ist das gleichnamige Mexicali.

## Geographie
Das Municipio Mexicali bildet den Nordosten des Bundesstaates Baja California und liegt am Beginn der Halbinsel Niederkalifornien auf der Seite des Golfs von Kalifornien. Zum Municipio zählen auch mehrere im Golf von Kalifornien gelegene Inseln, darunter die Isla Montague, Isla Ángel de la Guarda, Isla Coronado sowie der Archipel San Lorenzo.
Im Municipio Mexicali liegt mit der Senke Laguna Salada der tiefste Punkt Mexikos. Der höchste Punkt des Municipios liegt auf 1900 m Höhe. 69 % der Gemeindefläche zählen zur physiographischen Provinz der Ebenen von Sonora, 31 % zur Halbinsel Niederkalifornien; 66 % liegen in der hydrographischen Region Baja California Noreste, 34 % entwässern über den Río Colorado. Geologisch setzt sich das Municipio zu 46 % aus Alluvionen, zu 16 % aus lakustrischem Gestein, zu 12 % aus Intrusivgestein, zu etwa 10 % aus Sedimentgestein und zu 8,5 % aus Extrusivgestein zusammen. Vorherrschende Bodentypen sind der Leptosol (23,5 %), Regosol (22,7 %), Solonchak (15,9 %) und Arenosol (13,2 %). Etwa 60 % des Municipios sind von Gestrüpplandschaft bedeckt, etwa 15 % dienen der Landwirtschaft.
Das Municipio Mexicali grenzt im Süden an das Municipio Ensenada, im Westen an Tecate, im Norden an den US-Bundesstaat Kalifornien und im Osten an den US-Bundesstaat Arizona und den mexikanischen Bundesstaat Sonora.

## Bevölkerung
Das Municipio zählt laut Zensus 2010 936.826 Einwohner in etwa 260.000 Wohneinheiten. Davon wurden 4.036 Personen als Sprecher einer indigenen Sprache registriert, darunter etwa 535 Sprecher des Mixtekischen und 308 Sprecher des Nahuatl. Etwa 2,3 % der Bevölkerung waren Analphabeten. 404.701 Einwohner wurden als Erwerbspersonen registriert, wovon ca. 64 % Männer bzw. 4,5 % arbeitslos waren. 2,6 % der Bevölkerung lebten in extremer Armut.

## Orte
Das Municipio Mexicali umfasst 1650 bewohnte localidades, von denen 19 vom INEGI als urban klassifiziert sind. Zwölf Orte wiesen beim Zensus 2010 eine Einwohnerzahl von über 5000 auf, weitere 32 Orte hatten zumindest 1000 Einwohner, beinahe 1500 Orte weniger als 100 Einwohner. Die größten Orte sind:
| Ort                                                   | Einwohner |
| Mexicali                                              | 689.775   |
| Santa Isabel                                          | 029.311   |
| Ciudad Guadalupe Victoria (Kilómetro Cuarenta y Tres) | 017.119   |
| San Felipe                                            | 016.702   |
| Puebla                                                | 015.168   |
| Progreso                                              | 012.557   |
| Ciudad Morelos (Cuervos)                              | 008.243   |
| Colonia Venustiano Carranza (La Carranza)             | 006.098   |
| Ciudad Coahuila (Kilómetro Cincuenta y Siete)         | 005.617   |
| Vicente Guerrero (Algodones)                          | 005.474   |
| Delta (Estación Delta)                                | 005.180   |
| Ejido Hermosillo                                      | 005.101   |
| Benito Juárez (Ejido Tecolotes)                       | 004.167   |
| Nuevo León                                            | 003.655   |
| Poblado Paredones                                     | 003.332   |
| Michoacán de Ocampo                                   | 003.086   |
| Ejido Hechicera                                       | 002.517   |
| Viñas del Sol                                         | 002.509   |
| Ejido Sinaloa (Estación Kasey)                        | 002.505   |
| Ejido Lázaro Cárdenas (La Mosca)                      | 002.463   |
| Poblado Lázaro Cárdenas (La Veintiocho)               | 002.388   |
| Ejido Quintana Roo                                    | 002.311   |

## Verwaltungsgliederung
Das Municipio Mexicali wird in 14 delegaciones (Singular delegación, Bezirke) gegliedert:
1. Batáquez, in der Zona Valle
2. Benito Juárez, inoffiziell Tecolotes, in der Zona Valle
3. Cerro Prieto, in der Zona Urbana, Teil der Agglomeration Mexicali
4. Ciudad Guadalupe Victoria, inoffiziell Km 43, in der Zona Valle
5. Ciudad Morelos, inoffiziell Cuervos, in der Zona Valle
6. Colonias Nuevas, inoffiziell Km 57, in der Zona Valle
7. Estación Delta, in der Zona Valle
8. González Ortega, inoffiziell Palaco, in der Zona Urbana, Teil der Agglomeration Mexicali
9. Hechicera, in der Zona Valle
10. Hermosillo, in der Zona Valle
11. Los Algodones, in der Zona Valle
12. Progreso, in der Zona Urbana, Teil der Agglomeration Mexicali
13. San Felipe, Hafen an der Zona Costa, im Süden am Golf von Kalifornien
14. Venustiano Carranza, in der Zona Valle